# Графички роман
Графички роман или графичка новела је синтетичка литерарна форма која сједињује текст и слике, односно како сам назив каже - цртани роман. Технички је графички роман најсличнији стрипу, али се појам чешће односи на комплетну причу, објављену у једној књизи, него на причу која се објављује периодично.
Често појам „графички роман” обухвата веома широк круг наративно-графичких дела: илустроване књиге, јапанске манге, серијске свеске-албуме, адаптирана класична дела и друго, што отежава детерминисање самог појма.
Графички роман је по форми најсличнији стрипу, па се код детерминације овог појма најчешће и праве поређења између ова два вида литерарно-ликовног изражавања. У том смислу неки теоретичари графичким романом сматрају вансеријски стрип већег обима, док неки у разлике убрајају и оријентисаност дела према одређеној врсти публике - стрипови су забавног карактера, намењени претежно млађој читалачкој публици, док су графички романи намењени одраслим читаоцима, који су у стању да вреднују спој кинематографске динамике, цртежа и пратеће фабуле. Стрип албуми и стрип свеске прерасли су у графичке романе (енгл. graphic novels) средином 80-тих година 20. века пре свега из маркетиншких разлога, како би се обједињеним серијалима додао призвук „обимности и озбиљности“, што би додало на „тежини“ интелектуално потцењених прича у сликама.

## Историја
Форма графичког романа настала је истовремено када и стрип, односно крајем 19. почетком 20. века. Сам појам графички роман први је, 1977. године, употребио Вил Ајзнер, амерички стрип цртач, како би описао свој роман Уговор с Богом. Овим појмом желео је да направи разлику између оваквог дела и стандардног стрипа, да би нагласио његову књижевну оријентацију. Након тога овај појам је пао у заборав све до 80-их година 20. века, када је Арт Шпигелман објавио биографски графички роман о холокаусту Маус, за који је 1992. године добио Пулицерову награду. То је био први пут да се неки графички роман пробио на листу бестселера. До тада је ова врста литературе углавном била маргинализована и није сматрана књижевним делом, што се 90-их година 20. века променило, захваљујући управо Шпигелмановом Маусу.

## Форма графичког романа
У основи графички роман представља комбинацију текста и слике, при чему текст даје контекст сликама, а цртежи дају контекст тексту. Нарацију носе текст и слика наизменично, што представља прави симбиотички облик графичког романа. У ширем смислу графички роман може да има облик у којем се нарација добија графичким интервенцијама на самом тексту, односно визуелно третирање текстуалног контекста ствара нови наративни контекст. У неким делима текст може бити и изостављен, па се прича приповеда само кроз цртеж, односно слику.
Графички роман представља структуру која се развија по композиционим законима књижевног жанра, уз одговарајући завршетак приче на крају. Књижевни жанрови које обрађују графички романи могу бити најразличитији: акција и авантура, биографије и аутобиографије, комедија, документарна проза, историјска драма, фантастика, филм ноар, хорор, трилер, мистерија, путопис, љубавни роман, научна фантастика, ратни роман, вестерн и други. Графички романи тешко се могу сврстати у јединствени жанр. Скоро по правилу је реч о оригиналним, аутентичним делима који су заправо реализација одређене идеје.
Сматра се да је појам „графички роман” настао пре свега из маркетиншких разлога, како би се овом виду уметничког изражавања додао призвук „обимности и озбиљности“, што би додало на „тежини“ интелектуално потцењених прича у сликама.

### Разлика између графичког романа и стрипа
Термин графички роман још увек је споран и у фази детерминације. Граница између графичког романа и стрипа није сасвим јасна. Од 70-их година 20. века, када је једно литерарно дело објављено у форми стрипа (Шпигелманов Маус) први пут оцењено као академска дисциплина, траје расправа о овој сложеној теми. Један од уобичајених ставова је да „стрип” означава часопис за децу, недељник или месечник, који се продаје на киосцима или у специјализованим продавницама стрипова. Насупрот томе, „графички роман” обично подразумева дугу стрипску причу, са озбиљним књижевним темама и софистицираним уметничким делима, намењену зрелој публици, објављену у тврдом или меком повезу, која се продаје у књижарама. Међутим, оваква подела је донекле дискутабилна, јер се стрипови могу наћи у свим облицима и форматима, намењени различитим интересним и старосним групама и обухватају широк спектар жанрова и стилова. Још једну од разлика између ова два жанра представља и серијалност, која је код графичких романа сродна појму књижевне серијалности (циклуса), док серијалност стрипа представља низ посебних прича, а серијал понекад може да траје деценијама.